# 벌금항
벌금항은 전북특별자치도 부안군 위도면 진리 벌금에 위치한 어항이다. 2008년 12월 16일 어촌정주어항으로 지정되었다. 시설관리자는 부안군수이다.

## 연혁
1963년 전남 영광군 위도면에서 부안군 위도면으로 편입되었으며,  위도해수욕장과 인접하여 많은 관광객들이 찾고 있다.
- 1972년 4월 12일 소규모어항으로 지정되었다가 2008.12.16일 어촌정주어항으로 지정되었다.

## 어항 구역
- 수역: 신규 물양장에서 50m 평행 이격된 선내의 공유수면(7,600m2)[1]

## 어항 시설
- 방파제 90m,  호안 336m,  선양장 19m

## 주요 어종
- 삼치, 조기